# Álvaro Correia
Álvaro Correia (Itajaí, 7 de março de 1933 — Blumenau, 12 de outubro de 2023) foi um político brasileiro.

## Carreira
Foi deputado à Assembleia Legislativa de Santa Catarina na 8ª legislatura (1975 — 1979), na 9ª legislatura (1979 — 1983), eleito pelo Movimento Democrático Brasileiro (MDB), e na 10ª legislatura (1983 — 1987), eleito pelo Partido do Movimento Democrático Brasileiro (PMDB).